# Sinagoga din Alba Iulia
Sinagoga Veche „Marè Yehezkel” din Alba Iulia este prima sinagogă de zid din Transilvania. Ea este amplasată în centrul municipiului Alba Iulia, în orașul de jos, pe strada Tudor Vladimirescu nr. 2. Terenul de 400 m² pe care a fost construit lăcașul a fost pus la dispoziția comunității evreiești în anul 1827 de Dieceza Romano-Catolică de Alba Iulia, prin bunăvoința episcopului Ignațiu Szepessy. Construcția sinagogii s-a finalizat în anul 1840. 

## Istoric
Alba Iulia a fost primul oraș din Voievodatul Transilvaniei unde s-a permis stabilirea evreilor. Predicatorul suedez Conrad Jacob Hildebrandt a consemnat în 1656 existența unei sinagogi locale.
În anul 1822 episcopul catolic al Transilvaniei, cu sediul la Alba Iulia, Ignațiu Szepessy, baron de Negyes, l-a întărit in funcția de rabin pe Menahem Mendel Yosef și a permis construirea unei sinagogi de cărămidă în locul celei de lemn.  
Sinagoga este aliniată cu celelalte clădiri ale străzii, și are o curte laterală. Ea a fost numită ulterior Marè Yehezkel în amintirea rabinului Yehezkel Paneth (1783-1845), șef rabin al evreilor din Transilvania (1823-1845), care a păstorit în Alba Iulia, și a unei serii de cărți ale sale de response și comentarii. Titlul acestei serii de cărți face aluzie la numele autorului și la viziunea lui Ezechiel (în ebraică - Yehezkel).
După sciziunea din rândul evreilor din Regatul Ungariei în 1868 comunitatea evreiască din jurul sinagogii s-a declarat ortodoxă, iar din 1886 a optat pentru poziția de „status quo ante” . În anul 1932 s-a unit cu obștea ultra-ortodoxă.
În timpul revoluției din 1848 se spune că în timpul ceremoniilor de Yom Kippur s-au tras, se pare din greșeală, mai multe lovituri de tun asupra sinagogii dinspre Cetate, unde se afla o unitate militară imperială. Trei ghiulele, care se văd și astăzi, au rămas încastrate în zid, deasupra unei ferestre, fără ca nimeni sa fie atins, ceea ce a fost interpretat ca un miracol.
În data de 20 noiembrie 1938 în prima noapte a rugăciunilor de Slihot, cu o săptămână înainte de anul nou evreiesc, edificiul a fost puternic zdruncinat de un atentat cu bombă. Au fost distruse o parte dintr-un perete, mobilierul și candelabrele. Nu au existat victime deoarece majoritatea credincioșilor s-au mutat, din cauza frigului, în „Sinagoga nouă” sefardă, de peste drum (demolată în 1983, pe locul ei fiind construit un magazin universal). Câțiva dintre bărbații care au rămas, totuși, să se roage, conform tradiției, în clădirea cea veche, în vestibulul de lângă intrare, numit „poliș”, s-au ales cu zgârieturi de la cioburile geamurilor sparte. Ulterior s-a așezat o placă memorială care consemnează evenimentul pe zidul lângă care a explodat bomba.
Sinagoga, restaurată în 1940 și ultima oară, în anii 2012-2017, fiind reinaugurată la 26 noiembrie  2017.

## Arhitectura sinagogii
Edificiul, construit în stil neobaroc cu elemente neoclasice, are o singură navă. La capătul de vest se află intrarea și vestibulul, deasupra căruia se află galeria pentru femei (Ezrat nashim). În mijlocul sălii se află podiumul numit bima, iar la peretele de est chivotul sulurilor legii. Atât bima cât și chivotul sunt decorate bogat cu elemente volumetrice. Pereții, simpli și netezi, sunt zugrăviți în culori deschise, care contrastează cu culoarea maronie a jețurilor și băncilor. Lângă vestibulul de la intrare, numit „poliș”, se remarcă existența, foarte rară în asemenea edificii religioase, a unei camere suplimentare care slujea în vechime de închisoare, date fiind atribuțiile judecătorești ale rabinului șef al comunității.
Deasupra intrării în sinagogă se află o inscripție  care citează versete biblice 8,38 și 8, 28 din Cartea I a Regilor (în Septuaginta Cartea a III-a a Regilor):
„
כל תפילה ותחינה תהי לכל האדם
ופרש כנפיו אל הבית הזה
ופנית אל תפילת עבדך
לשמוע אל הרנה ואל התפילה”
„
Orice rugăciune, orice cerere care se va face de orice om...
Și își vor întinde mâinile lor în casa aceasta
Însă caută la rugăciunea robului tău... Ascultă strigarea și rugăciunea lui”